# 알파카
알파카(alpaca, 학명: Lama pacos)는 낙타과 비쿠냐속에 속하는 포유류로 남아메리카에서 주로 모직물 원료를 목적으로 사육되는 가축이다.
알파카는 남미 낙타류 포유류의 일종이다. 전통적으로 알파카는 페루 남부, 볼리비아 서부, 에콰도르 및 칠레 북부의 안데스 산맥 고지대에서 풀을 뜯는 무리를 지어 사육된다. 오늘날 알파카는 전 세계의 농장과 목장에서 볼 수 있으며, 매년 수천 마리의 동물이 태어나고 자라고 있으며 특히 북미, 유럽 및 호주에서 인기 있는 동물이다.
알파카에는 각각의 고유 지역과 섬유(양모) 유형에 따라 구분된 두 가지 현대 알파카 품종, 즉 수리 알파카와 와카야 알파카가 있다. 알파카 섬유는 양털과 유사한 니트 및 직조 제품을 만드는 데 사용된다.
알파카는 시각적으로나 유전적으로 라마와 유사하며 종종 혼동되기도 한다. 그러나 알파카는 눈에 띄게 더 짧고 주로 털을 얻기 위해 사육되는 반면, 라마는 민첩한 산의 등산 능력으로 인해 오랫동안 가축 보호자(개 대신)와 짐을 싣는 동물(짐짐승)로서 더 높이 평가되어 왔다. 그럼에도 불구하고, 남아메리카 낙타류 네 마리는 모두 밀접하게 연관되어 있으며 성공적으로 교배할 수 있다. 알파카와 라마는 둘 다 최소 5,000~6,000년 전에 야생 동물인 작고 가는 털을 가진 비쿠냐와 크고 강한 과나코로부터 선택적으로 사육되어 사육된 것으로 추정된다.
알파카는 몸짓 언어를 통해 의사소통하며, 괴로워하거나 두렵거나 동요할 때 지배력을 보여주기 위해 침을 뱉는다. 수컷 알파카는 암컷보다 더 공격적이다. 어떤 경우에는 알파수컷이 자신의 힘과 지배력을 보여주기 위해 약하거나 도전적인 수컷의 머리와 목을 고정시킨다.
섬유 산업에서 "알파카"는 주로 페루 알파카의 털을 의미하지만 더 넓게는 모헤어, 아이슬란드 양털 또는 다른 품종의 고품질 울과 같이 원래 알파카 털로 만든 직물 스타일을 의미한다. 무역에서는 알파카와 다양한 스타일의 모헤어 및 광택을 구별한다.

## 개요
유전적으로 가까운 라마 및 비쿠냐와 비슷하게 생겨서 자주 혼동된다. 품종은 수리 알파카와 와카야 알파카로 나뉜다. 어깨높이 1.2m, 몸길이 1.3m 가량으로 부드러운 털이 발목까지 드리우며 양과 비슷하나 목과 몸통이 훨씬 길고 귀가 서 있다. 몸빛은 흑갈색 또는 검은빛이다. 라마와 함께 남아메리카 특산의 혹 없는 낙타과 동물로 페루와 볼리비아의 해발 4,000-5,000m의 안데스산맥 산악지대에 많이 분포한다.

## 특징
알파카는 혈액의 산소 운반 효율이 좋아, 산소가 부족한 고산지대에서 살기에 적합하다. 어린 알파카는 식용하며 털은 양털보다 가늘고 곧아 따뜻하고 부드러운 직물을 만드는 데 매우 유용하다. 해마다 한 차례씩 털을 깎는데 3.1kg 정도까지 털을 얻을 수 있다. 볼리비아와 페루는 알파카 털의 주요 생산국이다.

## 분류
18세기에서 19세기 사이, 남아메리카의 낙타류 동물에 학명을 부여할 때, 알파카는 라마와 같은 속으로 분류되었다. 사실 남아메리카의 낙타과 동물 4종은 모두 상호 교배가 가능했으므로 분류가 쉽지 않았다. 2001년, 제인 휠러 박사 팀이 DNA 연구를 통해 알파카가 비쿠냐속에 속한다는 것이 밝혀져 학명을 Lama pacos에서 Vicugna pacos로 바꾸었다.

## 같이 보기
- 낙타과
- 구아나코
- 라마
- 비쿠냐